# Московське царство
Моско́вське ца́рство, Московська держава, Московія (рос. Московское государство, Московское царство; лат. Moscovia), також Російське царство, Руське царство, Росія (рос. Российское царство, Русское царство; Россия) — централізована держава у період середини XVI— початку XVIII століть, з моменту прийняття Іваном IV Грозним титулу царя в 1547 році до заснування Російської імперії Петром I у 1721 році.

## Назва

### Московське царство
Назва Московська держава фігурує в Соборному уложенні 1649 року («Московское государьство»).
Великий князь московський Іван IV Грозний у 1547 році самопроголосив себе царем і був вінчаний на царство, став вживати титул: «Великий господарь, Божою милістю цар, Владимирський, Московський, Новгородський, цар Казанський, цар Астраханський, господарь Псковський та великий князь Смоленський, Тверський, Югорський, Пермський, Вятцький, Болгарський та інших держав, та великий князь Новагорода Низовської землі, Черніговський» (рос — «Владимерский, Московский, Новгородский, царь Казанский, царь Астраханский, государь Псковский и великий князь Смоленский, Тверский, Югорский, Пермский, Вятцкий, Болгарский и иных государств и великий князь Новагорода Низовския земли, Черниговский»), згодом, з розширенням кордонів Московського Царства, до титулу додавались інші монарші домени: «цар Сибірський, Повелитель та господарь Іверської землі, Карталинських та Грузинських царів та Кабардинської землі, Черкеських, та Горських князів» (рос — «Царь Сибирский, Повелитель и Государь Иверския земли, Карталинских и Грузинских царей и Кабардинския земли, Черкасских и Горских Князей»).
Однак це не змінило васальної залежності держави від кримських ханів, оскільки в силі була угода, укладена ще князем Іваном III з Менглі-Гераєм у 1473 році про «братство і вічну дружбу», за якою кримські хани вважалися спадкоємцями слави Великої Орди, а московські царі, залишаючись «меншими братами», отримували право передавати княжий титул у спадщину та сплачували данину Криму. Виплата данини Москвою звалася «поминками», Криму тривала до кінця XVII століття і остаточно припинилася лише в правління Петра I з підписанням Константинопольського мирного договору 1700-го року з наступним формулюванням:
А понеже Государство Московское самовластное и свободное Государство есть, дача, которая по се время погодно давана была Крымским Ханам и Крымским Татарам, или прошлая или ныне, впредь да не будет должна от Его священнаго Царскаго Величества Московскаго даватись, ни от наследников его…

### Руське або Російське царство
Деякі джерела вказують на іншу назву: в московських актах від 1571 р. Іван Грозний називає себе «государь, царь и великій князь всеа Русиі». Український історик Кирило Галушко в українській енциклопедії вказує, що спочатку (до 1547) держава називалася — Велике князівство Московське, а в 1547—1721 — Російське царство.
За версією російських істориків, Іван Грозний вступивши на престол назвав себе царем всія Русі і проголосив назву своєї держави як Русское царство. Деякі російські історики, однак, вважають, що назва «Московське царство» з'явилася у Західній Європі, а Іван Грозний засвоїв її в процесі спілкування з польсько-литовськими послами.
Так само, на німецькій карті 1573 р. видно назву «Росія» («Ryssia»).
Про назву держави «Московія» свідчать іноземні джерела: Йосафат Барбаро, венеціанський дипломат, що здійснив у 1436 році подорож у Тану, яка зайняла 16 років його життя, а в 1449—1471 роках був послом при Перському дворі, у своїх мемуарах розповідає про Московію («Moscovia») і згадує Івана III, який має титул великого князя Білої Русі («Duca Zuanne signor della gran Russia bianca»).
У 1553 році англійський мореплавець Річард Ченслор написав «книгу про великого і могутнього царя (імператора) Росії і князя Московії» (The Booke of the Great and Mighty Emperor of Russia, and Duke of Moscovia).

## Візантійська спадщина
З падінням Константинополя у 1453 році Москва почала претендувати на роль найбільшого центру православ'я, з'явилися наративи про правоприємництво від Царграда. Після одруження Івана III з родичкою останнього візантійського імператора Софією Палеолог, яка не мала жодних прав на Константинопольський престол, московський двір прийняв чимало візантійських термінів, ритуалів, назв і емблем. У московській православній церкві народилася ідея Москви — «Третього Риму», автором цієї концепції вважається чернець Філофей. Він розглядав Московське царство як майбутній ідеал православної християнської держави, свої погляди виклав у листах до великого князя Василія III.
Зі сходженням на Московський престол спадкоємця Василія III — Івана IV в Московії з'являється автократична фігура царя. Цей титул мав підкреслити суверенітет Московської держави, а фігуру її правителя поставити в один ряд із візантійським імператором або монгольським ханом. 16 січня 1547 року Іван IV був вінчаний тюркською шапкою за обрядом Московської православної церкви на царство та самопроголосив себе монархом з титулом «царь и великій князь всеа Русії, Владимирскій, Московскій, Новгородцкій, Псковскій, Резанскій, Тверскій, Югорскій, Пермскій, Вятцкій, Болгарскій и иныхъ». 1561 року Іван IV отримав грамоту від константинопольського патріарха Іоасафа, в якій містилося визнання Івана IV царем, існують однак відомості про те, що ця грамота була сфальсифікована.

## Правління Івана Грозного

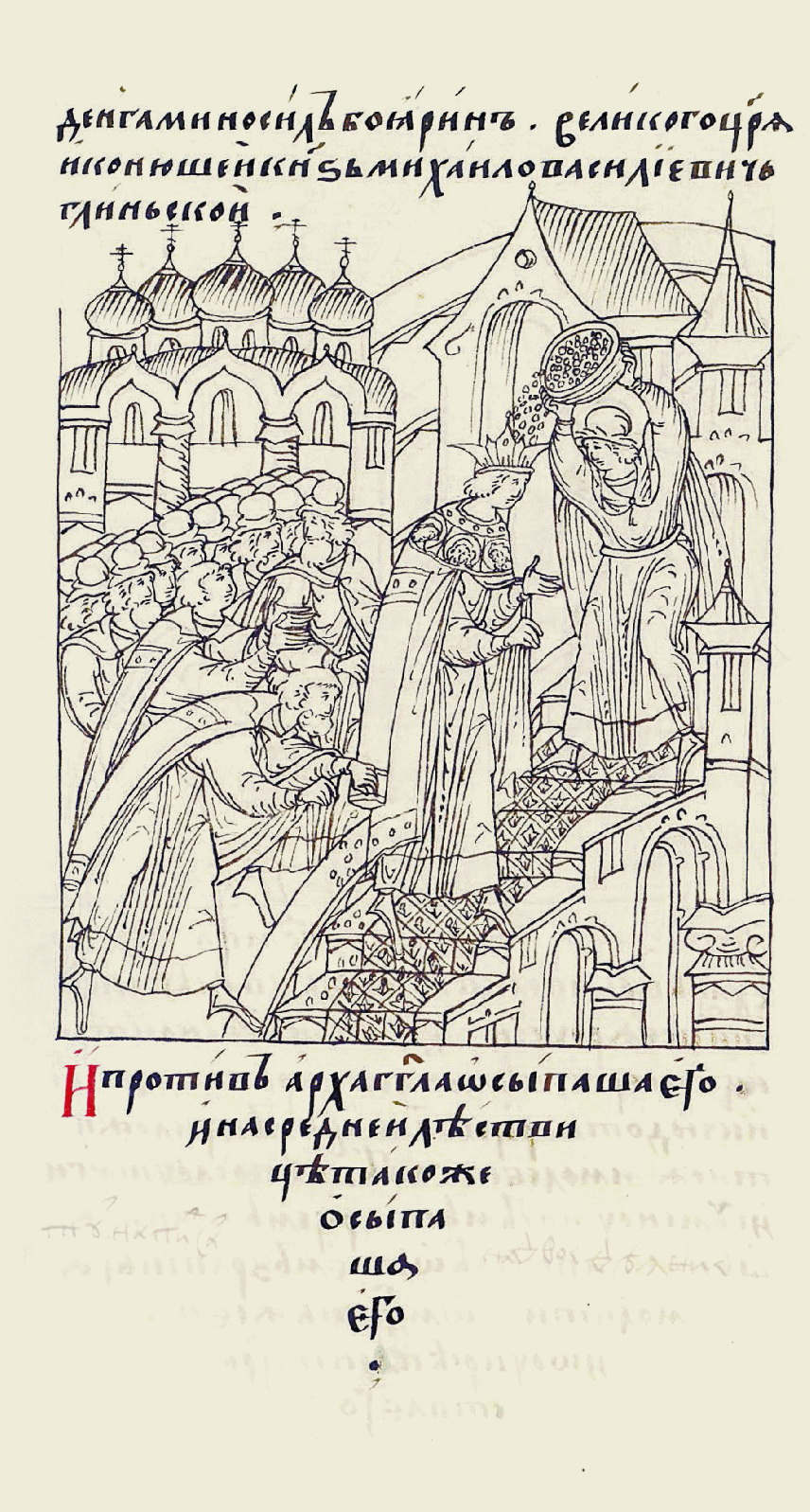
Вінчання Івана Грозного на царство. Гравюра невідомого автора XVI століття

Розвиток царської самодержавної влади досяг свого піку під час царювання Івана IV, що став відомий як Іван Грозний. Він зміцнив позиції царя до безпрецедентного рівня, продемонструвавши ризикованість необмеженої влади в руках психічно нестабільної особистості. Розумний і енергійний, Іван страждав від нападів параної і депресії, а його правління сповнено актами крайнього насильства.
Хронологія дат жорстокого завоювання царством Московським слов'янських земель зображена у Київському літописі

| - Року 1477: Новгород Великий був взятий князем московським. ... - Року 1500: Біда сталось, крові безмежно пролито, люди мордовані в той час в царстві Московському. Одному Богу відомо, що сталось і як багато людей згинуло пред мечом, не один город чи місто, опівцарства кров'ю сплило. ... - Року 1509: Псков московські взяли. ... - Року 1514: Смоленськ московити взяли; того ж року наши побили Москву на Орші. ... - Року 1563: Полоцьк взятий московитами Оригінальний текст (укр.) Рок АУ̃ОЗ [1477]: Новгород Вєликии взялъ кн̃зь московскии ... Року А̃Ф [1500] сεмдεсят сεмого сталосε по такои звεздε якоє крови розляниε, якоε было вεликоε людεи мордованε правε в тот час в царствε Московском. Ωдно бог вεдаεт, як много воина прεз мεч и ωгон людεи погинуло, нε ωдин там город, мεсто, полε кровию сплынуло. ... Рок АФ̃Ф [1509]: Псков московскии взял ... Рок АФ̃ДІ [1514]: Смолєнско московскии взял; того ж рок[у] нш̃и побили Москву на Ωрши. ... Рок АФ̃ξГ [1563]: Полоцко взял московскии |
Іван IV став великим князем в Москві в 1533 у віці до трьох років. У Шуйській і Бельській фракціях бояр змагалися за контроль над регентством щодо Івана, поки він сам не сів на трон у 1547 році. Відображаючи нові імперські претензії Москви, було розроблено ритуал коронації Івана IV, як царя, взявши за модель візантійських імператорів.
Завдяки постійній допомозі деяких бояр, Іван почав своє царювання з низкою реформ. У 1550-х роках він оприлюднив новий кодекс законів, реорганізував військо та місцеві органи влади. Ці реформи були спрямовані на зміцнення держави в умовах безперервних війн.

### Відносини із Західною Європою

Карта Московського царства, видана Герберштейном, 1557 рік

Тривалий час Московія залишалася маловідомою у Західній Європі. Першою значною роботою, присвяченій цій країні, стала книга барона Сигизмунда фон Герберштейна «Нотатки про Московію» (Russie Rerum Moscoviticarum Commentarii), опублікована в 1549 році. У 1630 році московські землі відвідав Адама Олеарій, його живі та інформативні роботи незабаром були перекладені всіма основними мовами Європи, та розповсюджені по європейським державам.
Додаткову інформацію про Московію поширювали англійські та голландські купці. Один з них, Річард Канцелор після повернення з Московії в Англію, заснував там 1555 року Московську торговельну компанію, що тривалий час користувалася монопольним правом на торгівлю з Московією. Іван Грозний використовував торговців цієї компанії для обміну листами з Єлизаветою I.

### Завойовницькі війни
Незважаючи на внутрішні заворушення в 1530-х і 1540-х роках, Москва продовжувала вести завойовницькі війни. 1552 року Іван IV загарбав Казанське ханство, а пізніше — Астраханське ханство. Ці завоювання перетворили Московію на багатонаціональному і багатоконфесійну державу, якою вона залишається і сьогодні.
Загарбницькі походи у напрямку Балтійського моря виявилися невдалими. У 1558 Іван розв'язав Лівонську війну, що тягнулася протягом 25 років, однак урешті-решт московські війська були відтиснені військами Лівонської конфедерації, до складу якої входили, зокрема, й запорозькі козаки.

### Опричнина

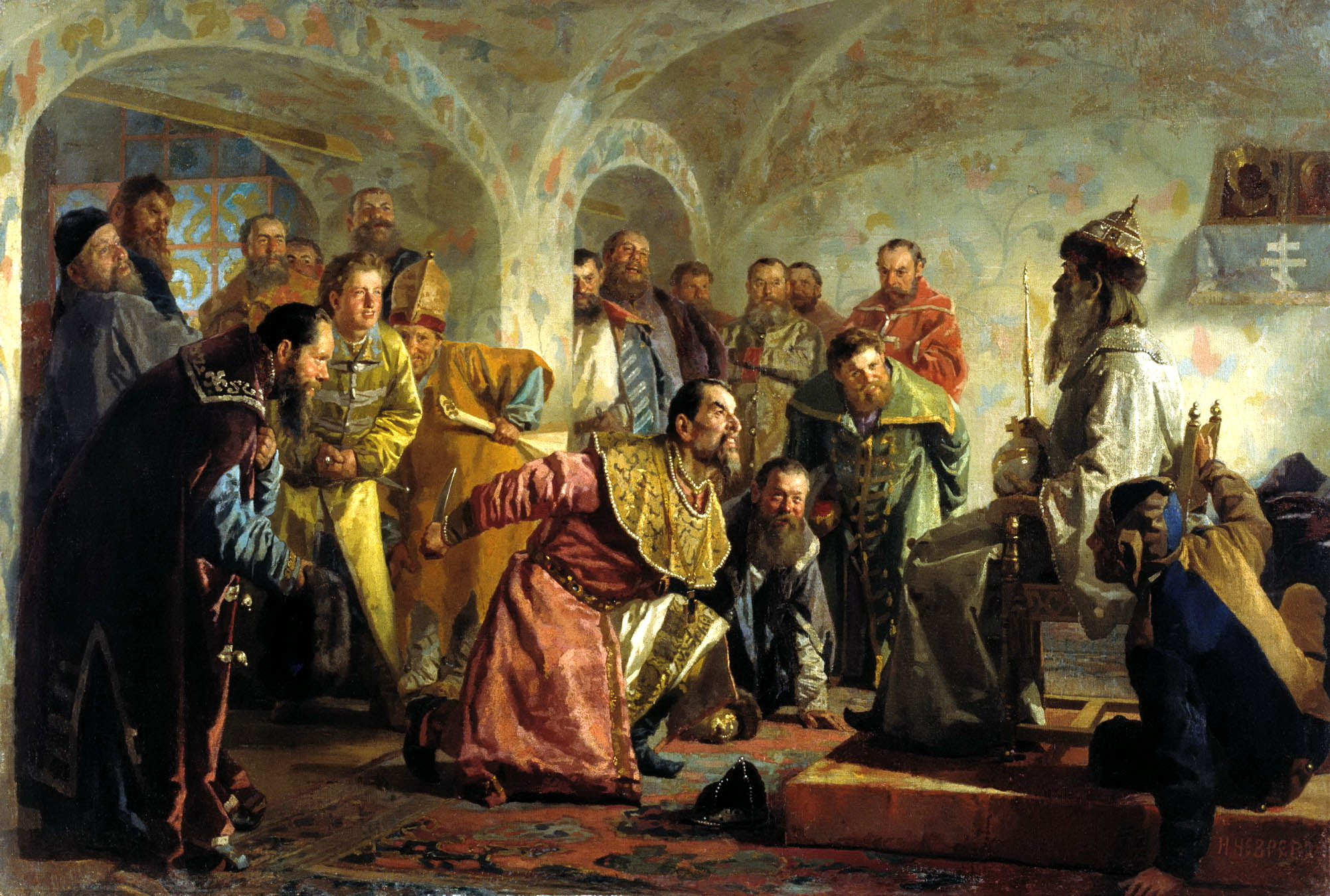
Н. Неврев. Опричники

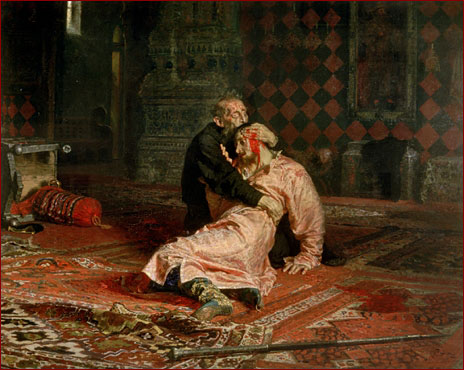
І.Репін. Іван Грозний і син його Іван 16 листопада 1581 року

Наприкінці 1550-х між Іваном Грозним та боярами назріло протистояння. Причинами цього протистояння вважаються небажання бояр вести виснажливі завойовницькі війни, а також психічні проблеми московського царя. У 1565 Іван Грозний розділив Московію на дві частини: для забезпечення царського двору та опричників («опричнина») та загального користування («земщина»), так само на дві частини було поділено і боярство.
Для здійснення цього поділу, Іван IV конфісковував землі та майно в опозиційних бояр, виселяючи їх на окраїну, що часто зазнавала спустошливих набігів з боку сусідніх держав. 1570 року Іван IV сам організував спустошливий набіг на Новгород, підозрюючи місцеву знать у підготовці переходу до Речі Посполитої. Під час набігу близько третини населення міста було знищено. Внаслідок опричнини Івану Грозному вдалося підірвати економічну та політичну міць провідних боярських сімей, які зробили найбільший внесок у розбудову Московії і були найбільш здатними до керування нею. Торгівля зменшилася, а селяни, зіткнувшись зі зростанням податків і загрози насильства, почали залишати Московію. Зусиллями щодо обмеження мобільності селян, та прив'язуванням їх до землі доведено Московське царство ближче до кріпацтва.
Відповідно до популярної теорії, почалася опричнина Івана з метою мобілізації ресурсів для війни і для придушення опозиції до нього. Незалежно від причини, Іван внутрішньої і зовнішньої політики чинять руйнівний вплив на Московське царство, і вони привели до періоду соціальної боротьби та громадянської війни, так званого Смутного часу (смутное время, 1598—1613). «Синодик опальних царя Івана Грозного», в якому перелічуються жертви самодержця нараховує понад 4000 знатних осіб.

### Кримські походи
У 1560-х роках стосунки між Московією і Кримським ханством погіршилися. За словами історика Валишевського Іван IV відправляв до Хана послів з «миролюбними промовами й чудовими подарунками… Але хан зажадав повернення Казані й Астрахані та визнання Московської держави підвладною Кримському ханству». Девлет I Ґерай щорічно здійснював походи на Московію, щоб присмирити бунтівного самозванця, що оголосив себе царем, а 1571 року, коли Московія була ослаблена виснажливою війною в Лівонії, взяв Москву, недочекавшись «царя» вирішив спалити її. Сам Іван Грозний при цьому втік.
Руйнівний кримський похід змусив Івана Грозного скасувати опричнину. 1575 року Іван Грозний зрікся царського престолу на користь касимовського хана татарина Симеона Бекбулатовича, прямого потомка золотоординських ханів, проте через рік повернувся до влади, довівши хану своє татарське коріння по матері, віддавши Бекбулатовичу володіння у Твері.

## Смутний час

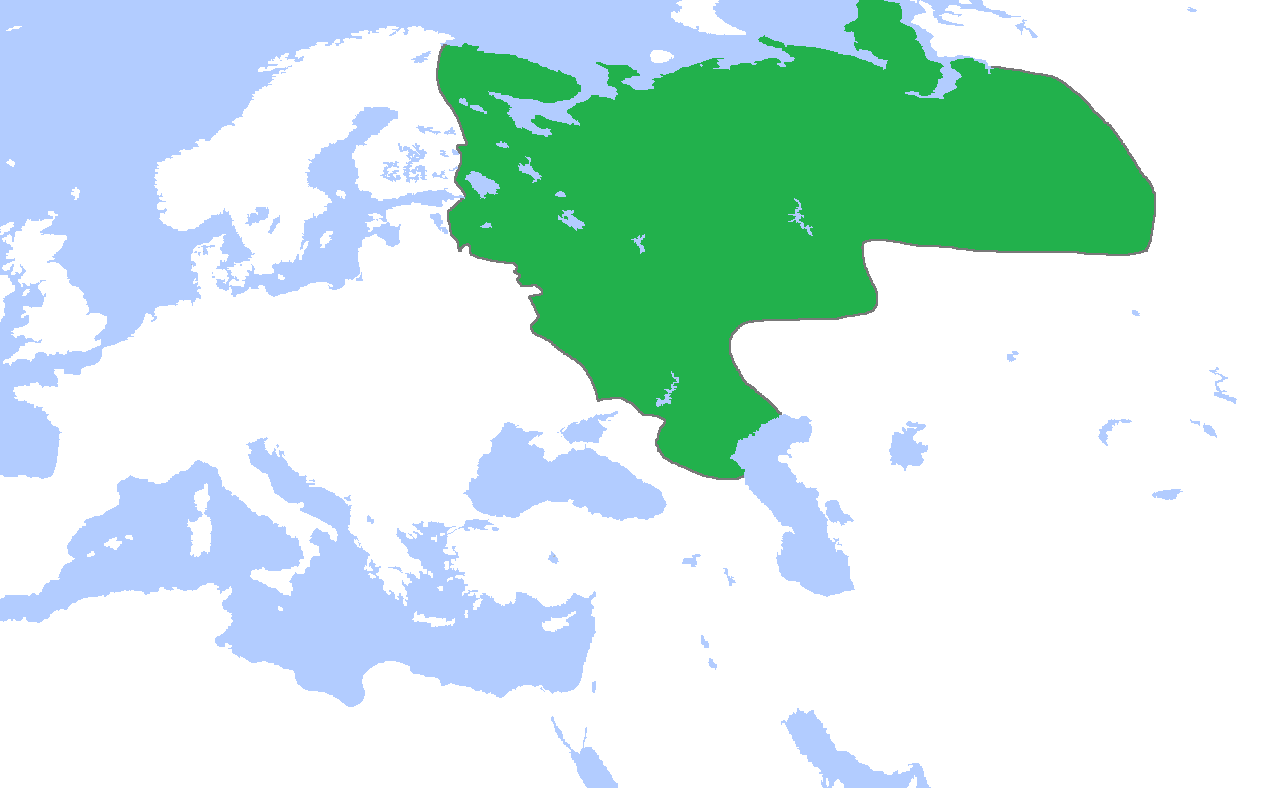
Московське царство до початку східної експансії, 1600 р.

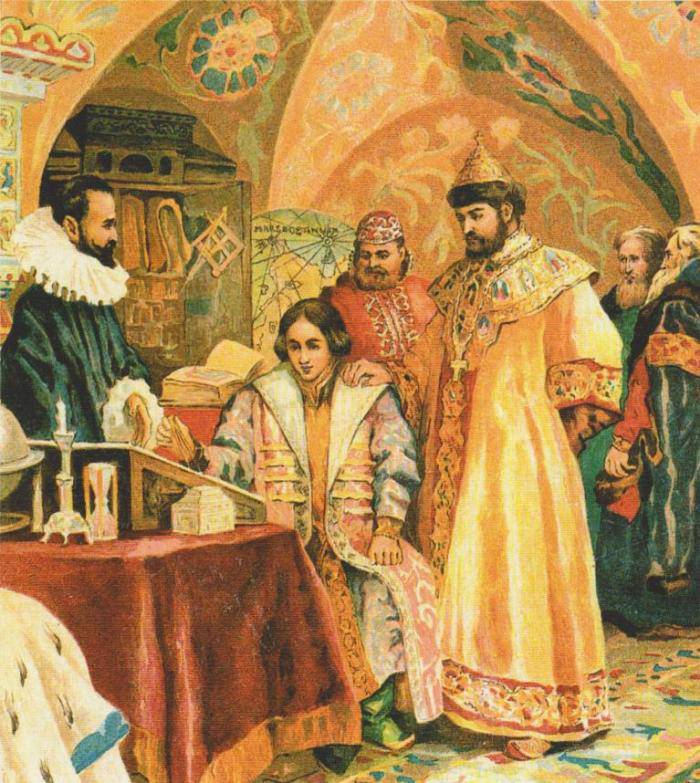
Н. Некрасов. Борис Годунов спостерігає за навчанням сина-географа

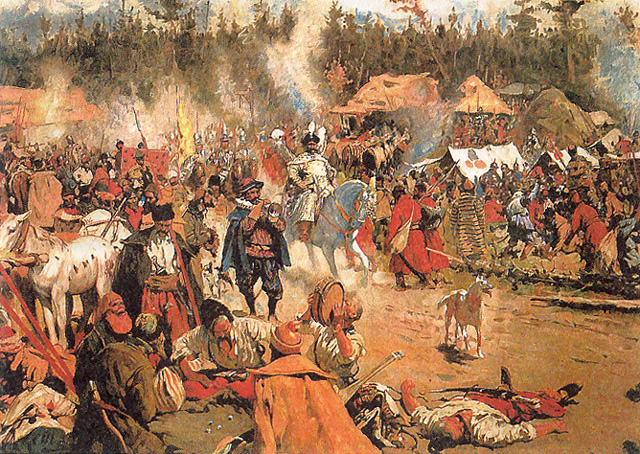
Сергій Іванов. В Смутний час.

Івана IV змінив його син Федір, який був розумово відсталим і нездатним керувати. Фактично ж влада перейшла до боярина Бориса Годунова, який очолив регентську раду над Федором. Мабуть, найважливішою подією в царювання Федора було визнання Московського патріархату в 1589 році, що стало ключовим моментом в історії російської православної церкви.
У 1598 році Федір помер, не лишивши спадкоємця, що означало припинення династії Рюриковичів. Борис Годунов скликав Земський Собор, на якому його проголосили царем. Проте ряд боярських угруповань відмовилися визнати це рішення, крім того, попри офіційні висновки слідчої комісії, Бориса Годунова підозрювали у причетності до смерті царевича Дмитрія. На тлі неврожаю, голоду 1601 — 1603 років, і всенародного невдоволення з'явилася людина, що видавала себе за чудесно врятованого царевича Дмитрія. Цей претендент на трон, який став відомий як Лжедмитрій I, отримав підтримку в Польщі і пройшов до Москви, збираючи послідовників серед бояр та простого люду. Після смерті Годунова 1605 року Лжедмитрій вступив до Москви і був коронований царем у цьому році, після вбивства царя Федора II, сина Годунова.
Згодом Московське царство вступило у період безперервного хаосу, відомий як час смут (рос. смутное время). Незважаючи на переслідування царем бояр, невдоволення містян і поступове поневолення селянства, ідея обмеження влади царя не знаходила ентузіастів. Не знаходячи альтернативи самодержавству, незадоволені московити гуртуються навколо різних претендентів на трон. Протягом цього періоду, метою політичної активності бояр стає отримання впливу над діючим самодержцем або просуванню власної кандидатури на трон. Ворожнеча бояр між собою, повстання бідних верств населення, та присутність польських військ у Москві спонукало багатьох прийняти царський абсолютизм як необхідний засіб для відновлення порядку і єдності в Московському царстві.
У цей період в Московії була розгорнута громадянська війна, в якій боротьба за трон була ускладнена інтригами конкуруючих боярських кланів, військовим втручанням Польщі та Швеції, а також масштабне народне повстання, очолюване Іваном Болотніковим.
У травні 1606 року Лжедмитрій І був убитий заколотниками, а царем був проголошений Василь Шуйський. Намагаючись зберегти трон, Шуйський уклав союз зі шведами, виступивши на їх боці у війні проти Польщі. Проте вже 1608 року під стінами Москви з'явився інший авантюрист — т. зв. Лжедмитрій II, що видавав себе за врятованого Дмитрія, який за підтримки поляків створив табір у селі Тушино і сформував уряд з частини московських феодалів і приказних службовців. Уряд Шуйського запросив шведські війська для боротьби з самозванцем, в грудні 1609 р. Лжедмитрій II змушений був втекти до Калуги, де й був наступного року вбитий.
Проте претензії на московський престол заявив син польського короля Сигізмунда III Владислав, який знайшов підтримку у певної групи московських бояр. Після поразки під Клушиним 1610 року Шуйський був скинутий з престолу та вивезений у Польщу, де невдовзі й помер, а польське військо увійшло в Москву.
Польська присутність у Москві, однак, викликала спротив московитів. У Нижньому Новгороді була сформована добровільна армія, очолювана Дмитром Пожарським і Кузьмою Мініним, яка розпочала наступ на Москву. 1612 року поляки змушені були залишити Москву, а 1613 року Земський Собор проголосив боярина Михайла Романова царем. З цього моменту розпочалося 300-річне царювання династії Романових.

## Романови

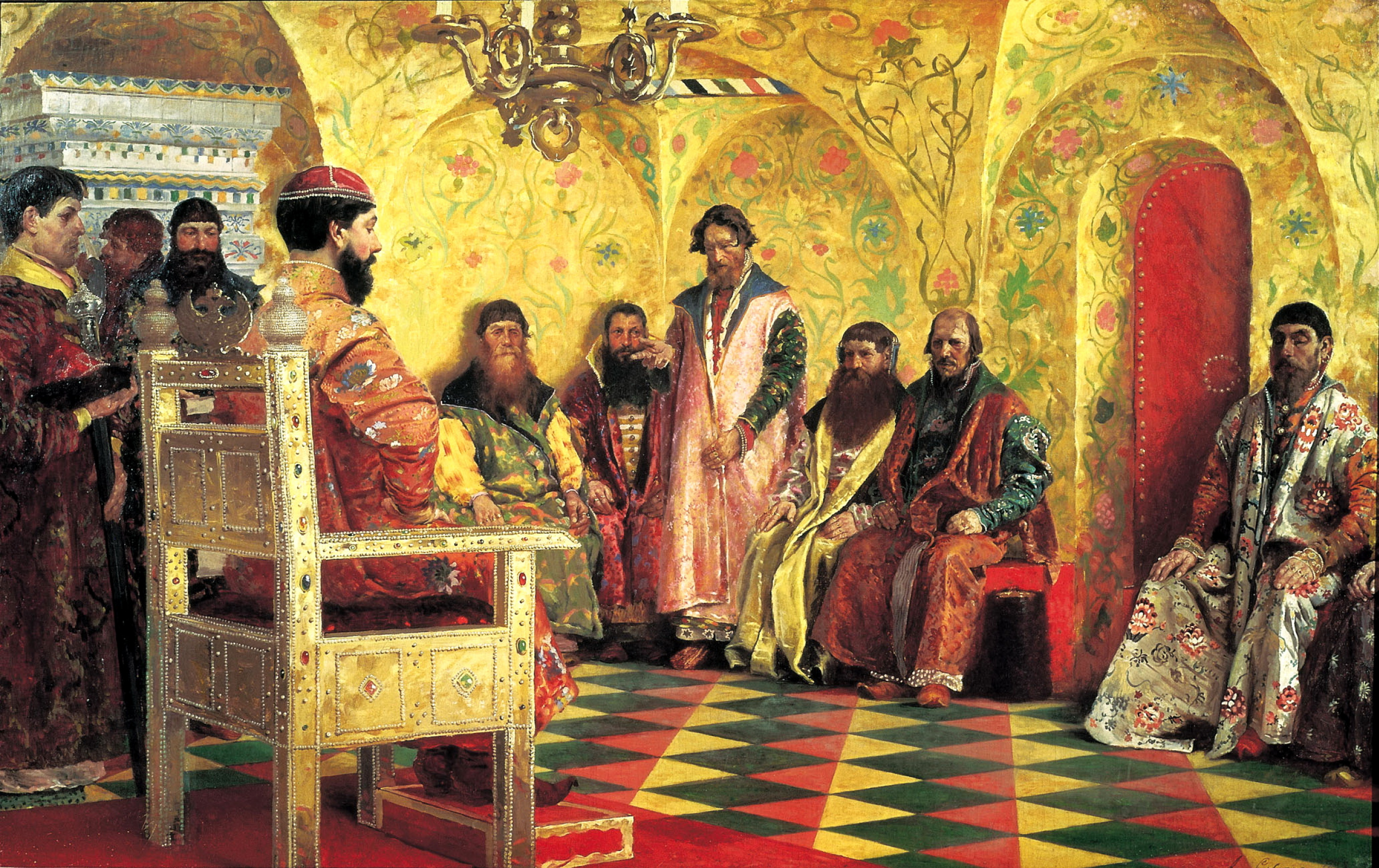
Андрій Рябушкін. Михайло Федорович на зборах боярської думи.

Безпосередня задача нової династії полягала в тому, щоб відновити порядок. Польща та Швеція в цей час були задіяні в запеклому конфлікт одна з одною, і Московії вдалося укласти мир і зі Швецією (Столбовський мир, 1617), і з Польщею (Деулінське перемир'я, 1618). Речі Посполитій були повернуті землі, включно зі Смоленськом, втрачені Великим князівством Литовським у 1509.
На початку Романови були слабкими правителями. Цар Михайло Федорович фактично передав державні справи Філарету, який у 1619 році став Патріархом Московським. Пізніше син Михайла Олексій (1645—1676) спирався на боярина Бориса Морозов. Морозов відзначився корупцією та податковими зловживаннями, що стали причиною соляного бунту у 1648 році.
Після безуспішних спроб відвоювати Смоленськ у Польщі в 1632 році Московія уклала з Польщею Поляновський мир (1634). Польський король Владислав IV, чий батько і попередник Сигізмунд III був обраний московськими боярами московським царем у часи смути, відмовилися від усіх претензій на звання, як одну з умов мирного договору.

### Правовий кодекс 1649 року
Автократія пережила період смут і слабких правителів завдяки чисельному уряду і сильному центрального апарату. Урядові чиновники продовжували служити трону, незалежно від легітимності правителя чи контролю боярських фракцій. У XVII-му столітті, бюрократичний апарат різко розширився. Число урядових департаментів («прикази») зросло з двадцяти двох у 1613 році до вісімдесяти до середини століття. Попри те, що між департаментами виникало дублювання чи суперечки в юрисдикції, центральному уряду вдавалося через губернаторів контролювати всі соціальні групи, а також торгівлю, обробну промисловість і, навіть, православну церкву.

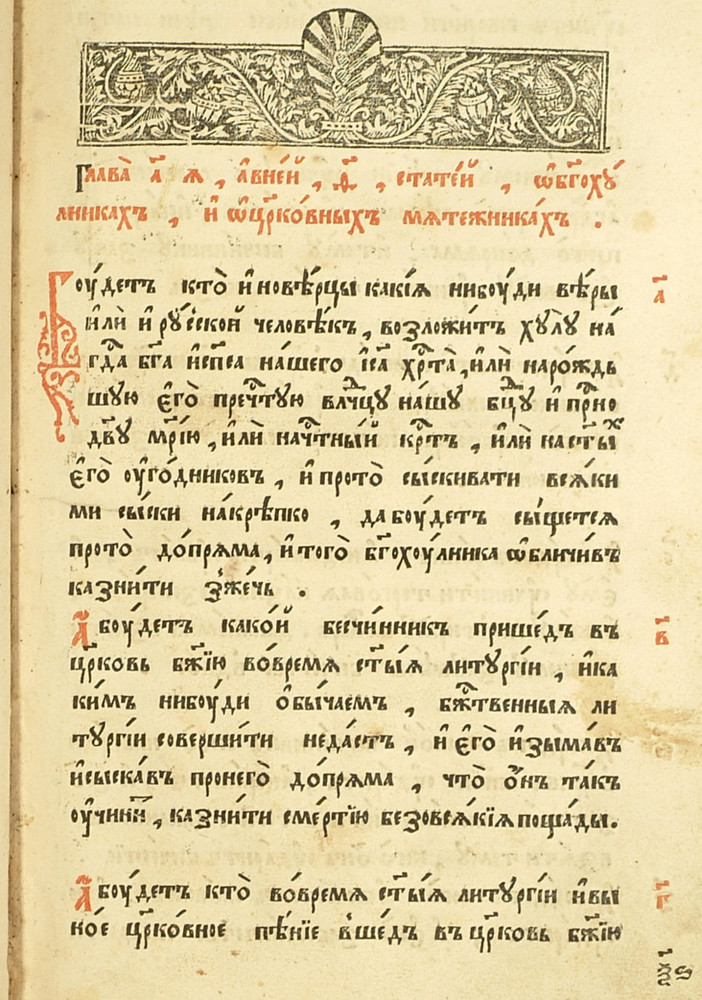
Фрагмент Соборного Укладення

Соборне укладення (рос. Соборное уложение), всеосяжний правовий кодекс, введений у 1649 році, свідчить про ступінь державного контролю над московським суспільством. До того часу, бояри переважно злилися з новою елітою і стали на службу державі, формуючи нове дворянство. В першу чергу і від старої, і від нової знаті вимагалася участь у військових справах, що було пов'язано з постійними війнами на південних і західних кордонах, а також нападами кочівників. У свою чергу, дворянство отримувало землі і селян. У попередньому столітті держава поступово обмежила селян у праві переходити від одного власника іншому; в 1649 р. кодекс офіційно закріпив селян за певним місцем проживання.
Держава повністю закріпила кріпацтво, і кріпаки-втікачі вважалися особами, що ховаються від правосуддя. Поміщики мали повну владу над селянами. Селяни, що живуть на державній землі, однак, не розглядалися як кріпаки. Вони були організовані в громадах, які несли відповідальність за податки та інші зобов'язання. Як і кріпосницькі селяни, проте, державні селяни були прикріплені до певних земель. Середній клас міських торговців і ремісників сплачували податки, і, як кріпаки, їм не дозволялося змінювати місце проживання. Всі верстви населення оподатковувалися військовими та спеціальними зборами. Таким чином переміщення всередині держави були обмежені, і всі верстви населення були підпорядковані інтересам царства.
Введення кодексу та зростання державних податків поглибило соціальне невдоволення, що назрівало у смутні часи. У 1650-х і 1660-х роках кількість селян-утікачів різко зросла. Утікачі знаходили притулок вздовж річки Дон, області Донського козацтва. А великі повстання мали місце на Поволжі в 1670 і 1671. Донський козак Степан Разін, очолив повстання, що зібрало заможних козаків донського регіону й кріпаків-утікачів, що шукали вільні землі. Несподіване повстання набуло широкого розмаху на Волзі і навіть загрожувало Москві. Царські війська розгромили повстанців після захоплення великих міст уздовж Волги, а сам Разін був публічно підданий тортурам і страчений.

### Поділ українських земель з Річчю Посполитою

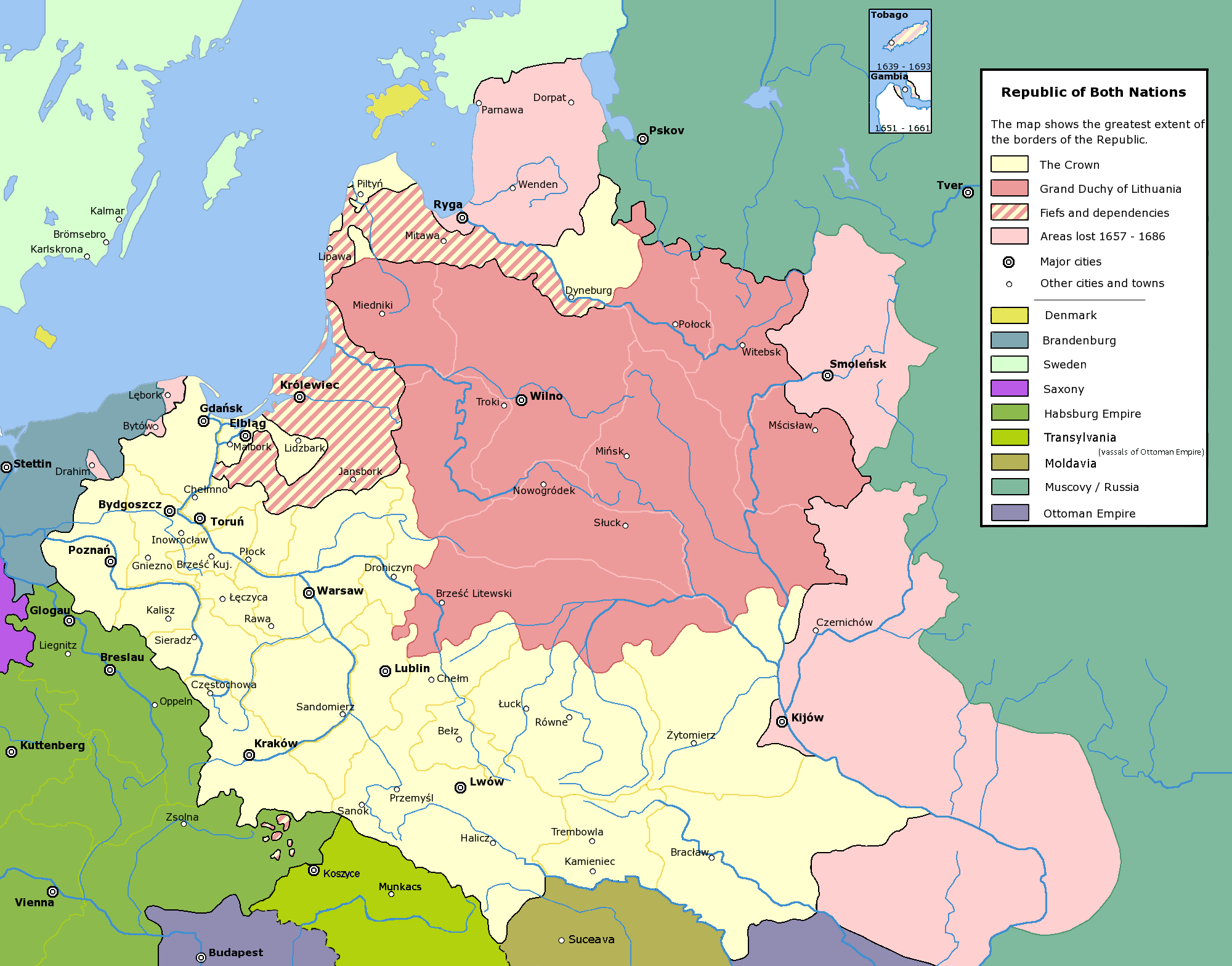
Землі, втрачені Річчю Посполитою у московсько-польській війні

Московія продовжувала свою територіальну експансію протягом всього 17-го століття. На південному заході захопили східно-українські землі, які до того входили до складу Речі Посполитої. На цих землях розвивалося Запорізьке козацтво — військові формування прикордонних районів. Хоча формально козаки Запорізької Січі служили в польській армії як найманці, вони й раніше прагнули незалежності й організовували повстання проти поляків. 1648 року в Україні вибухнуло повстання на чолі з Богданом Хмельницьким, причиною якої були соціальні та релігійні утиски з боку польської шляхти. Спочатку українці були в союзі з кримськими татарами, проте після переходу татар на бік поляків, українцям стали шукати військову підтримку у Москви.
1654 року на Переяславській раді було вирішено укласти військово-політичний союз з Московською державою, наслідком якої стала Московсько-польська війна 1654—1667. За Андрусівським договором, Україна була розколота вздовж Дніпра на Правобережну, що залишалася у складі Польщі, та Лівобережну, що стала автономною одиницею (Гетьманщина) у складі Московського царства.

### Церковна реформа

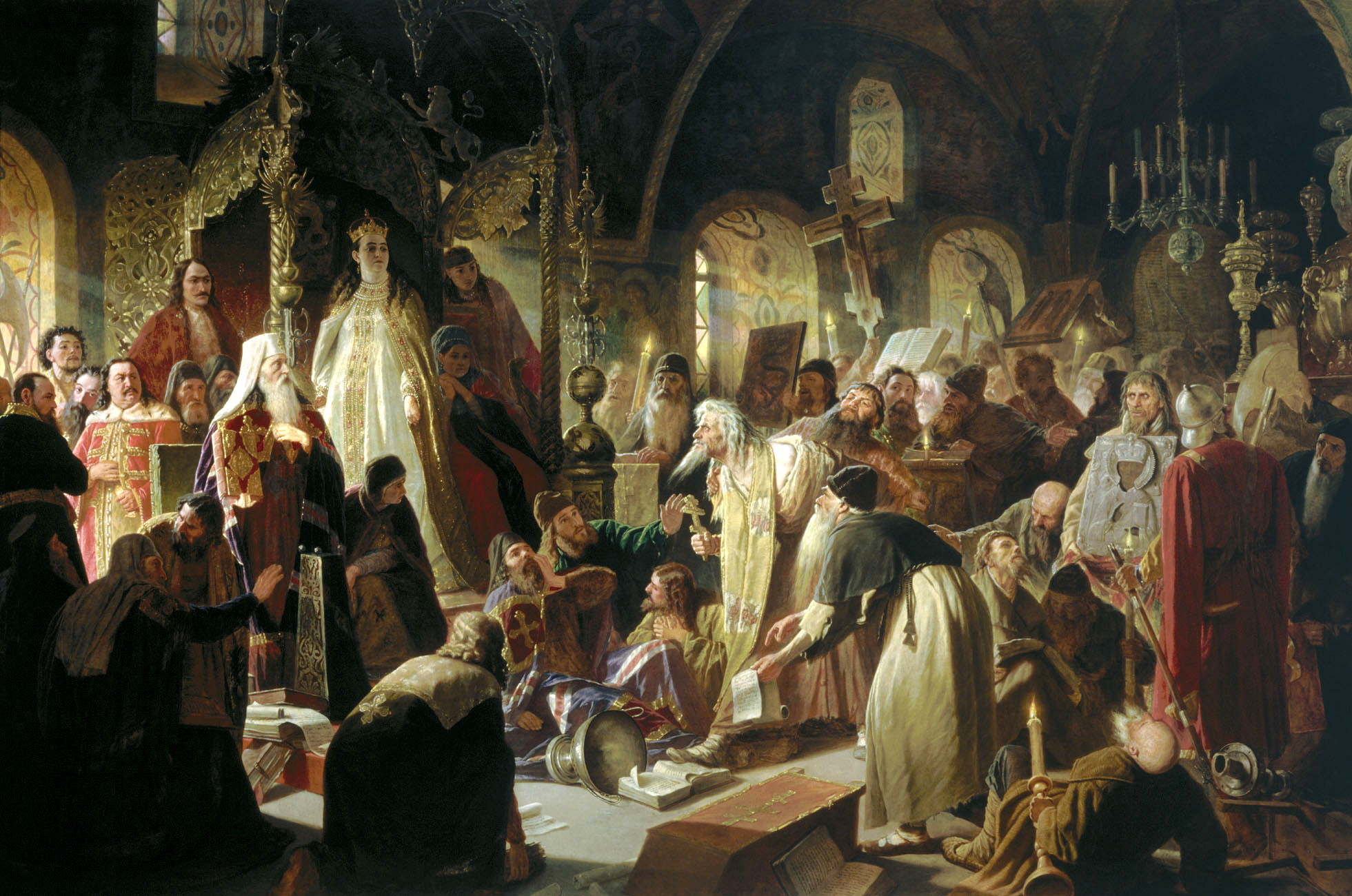
В. Перов. Сперечання про віру

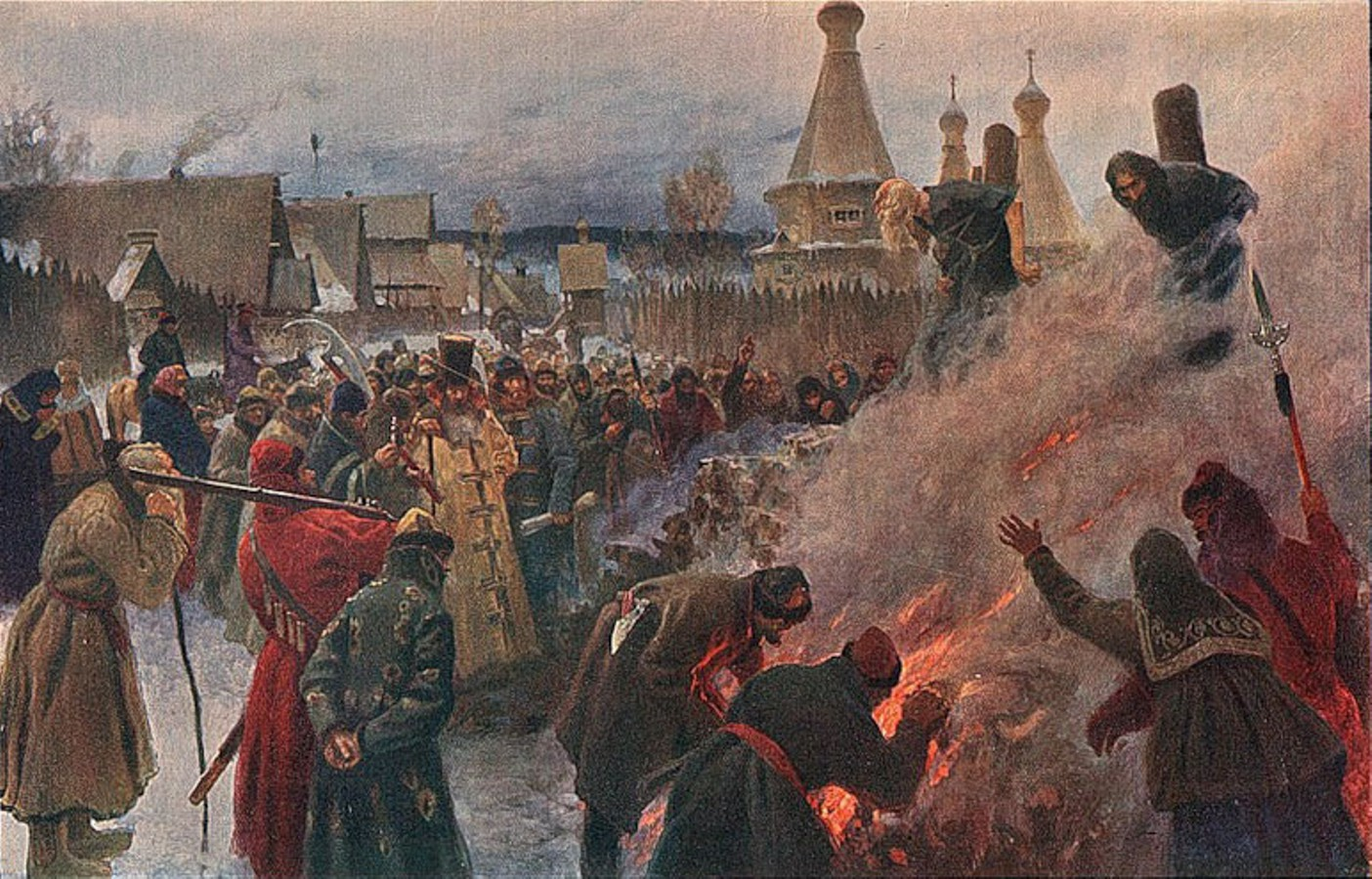
П. Є. Мясоєдов. Спалення Аввакума

Експансія Московського царства на захід і включення східно-українських земель мало неочікувані наслідки. Більшість українців були православними, але їх тісні контакти з Римо-Католицькою церквою та контрреформацією Речі Посполитої обумовили вплив західних інтелектуальних течій. Через Києво-Могилянську академію Московське царство отримало вихід до культурних тенденцій Центральної Європи та православного світу. Попри те, що українські зв'язки стимулювали творчість у багатьох галузях, вони також підірвали традиції московської релігійної практики і культури. Виявилося, що ізоляція Московської православної церкви від Константинополя викликала розбіжності у літургійних книгах та практиці.
Московський патріарх Нікон узявся за приведення богослужебних текстів до відповідності з грецькими оригіналами. Але Нікон зіткнувся із жорстокою опозицією серед багатьох московитів, які вважали поправки неприйнятним іноземним вторгненням, або, можливо, і підступом диявола. Форсоване введення реформи в результаті призвело до розколу в 1667 році. Ті, хто не прийняв реформи стали називатися старообрядцями. Офіційно старообрядці були проголошені єретиками і зазнавали переслідувань з боку церкви і держави, а головний ідеолог старообрядців — священик Аввакум, був спалений на багатті. Розколи згодом стали постійними, а багато торговців і селян приєдналося до старовірів.
Царський уряд також зазнав впливу України і Заходу. Київ став одним з основних передавачів нових ідей та знань. Зокрема у Московське царство проникають ідеї барочного стилю в архітектурі, літературі та іконопису. Інші, безпосередні зв'язки з Заходом відкрила міжнародна торгівля, завдяки чому все більше іноземців відвідували Московію. Уряд був зацікавлений у передових технологіях Заходу, особливо у військовій сфері. До кінця XVII століття, проникнення української, польської, і західноєвропейської культури підготували радикальні зміни у культурі Московії, принаймні серед московської еліти.

### Завоювання Сибіру

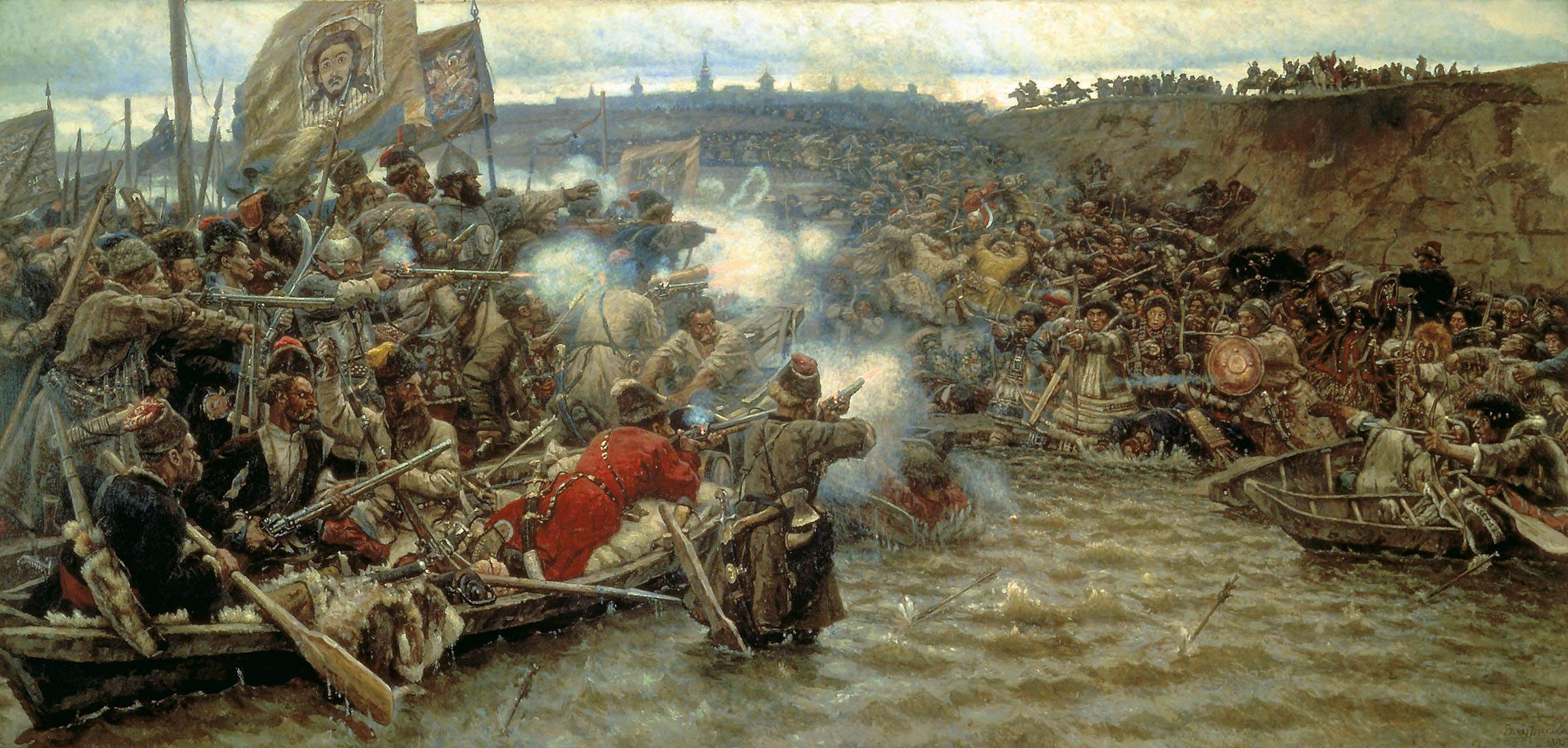
Василь Суриков. Підкорення Сибіру Єрмаком.

Московська експансія на схід зустрічала відносно слабкий опір. В 1581 р. купці Строганови, зацікавлені в хутровій торгівлі, найняли волзького козацького ватажка Єрмака Тимофійовича для здійснення експедицій в Західний Сибір. Загони Єрмака розбили Сибірське ханство і проголосили всі території до Обі й Іртиша володіннями Московського царства.
У Сибіру було засновано кілька укріплень (городків), першим з яких стало Мангазея, звідки купці, торговці, а також дослідники вирушали на схід, рухаючись Єнісеєм, Леною і далі у напрямку узбережжя Тихого океану. 1648 року козак Семен Дежньов відкрив протоку між Америкою та Азією. До середини 17-го століття, московити досягли річки Амур і та околиць Китайської імперії.
Після конфлікту з Маньчжурською династією, Московія уклала мир з Китаєм в 1689. Нерчинський договір став першим у московсько-китайських відносинах, за яким Московія поступилася долиною Амуру, але отримала доступ у райони, що лежали на схід від Байкалу, а також до торгового шляху з Пекіном. Цей мир зміцнив шлях московитів до Тихого океану, відкритий у середині століття.
У XVII ст. Московське царство розпочало поступове захоплення земель крайнього північного сходу Сибіру, Камчатки і Чукотки. Але московити наразились на опір тубільців, який переріс у серію московсько-чукотських воєн.

## Правління царя Петра I (1682—1721)

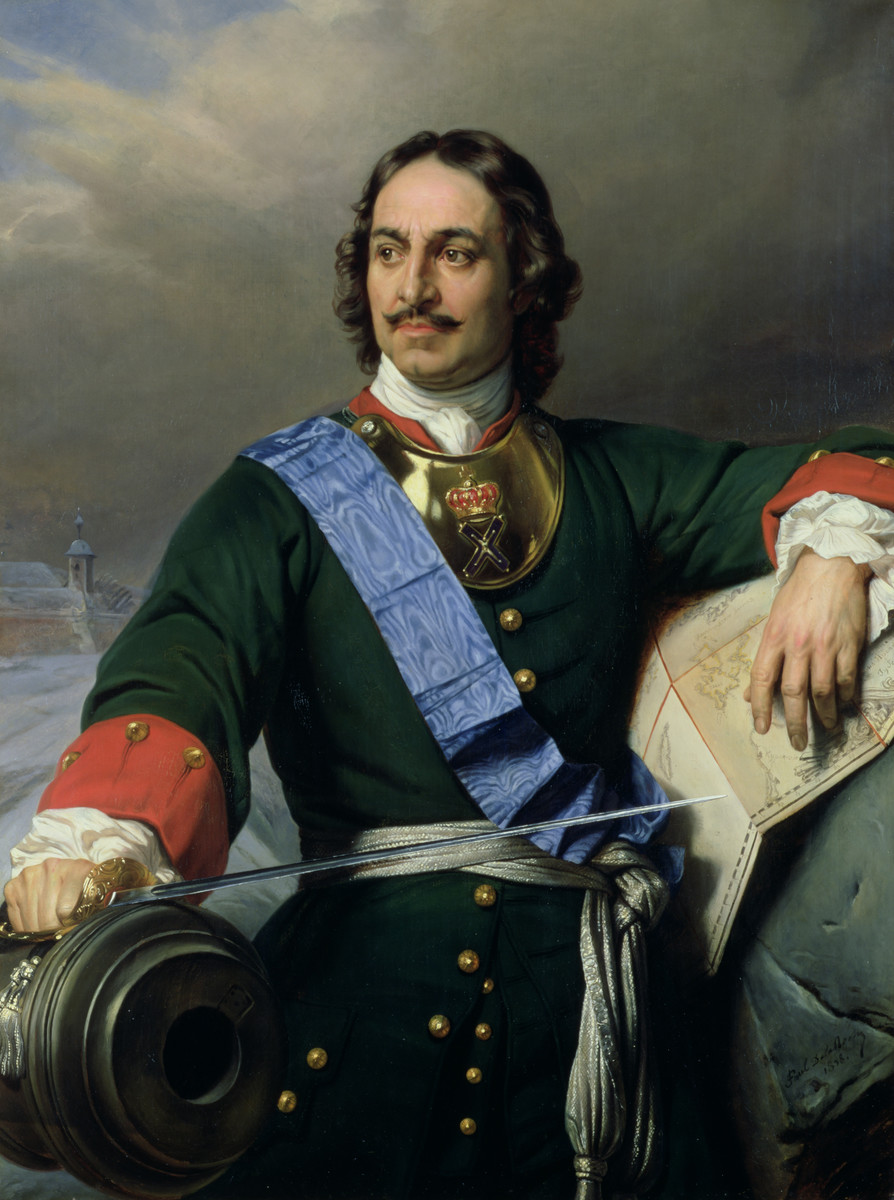
Цар Петро І

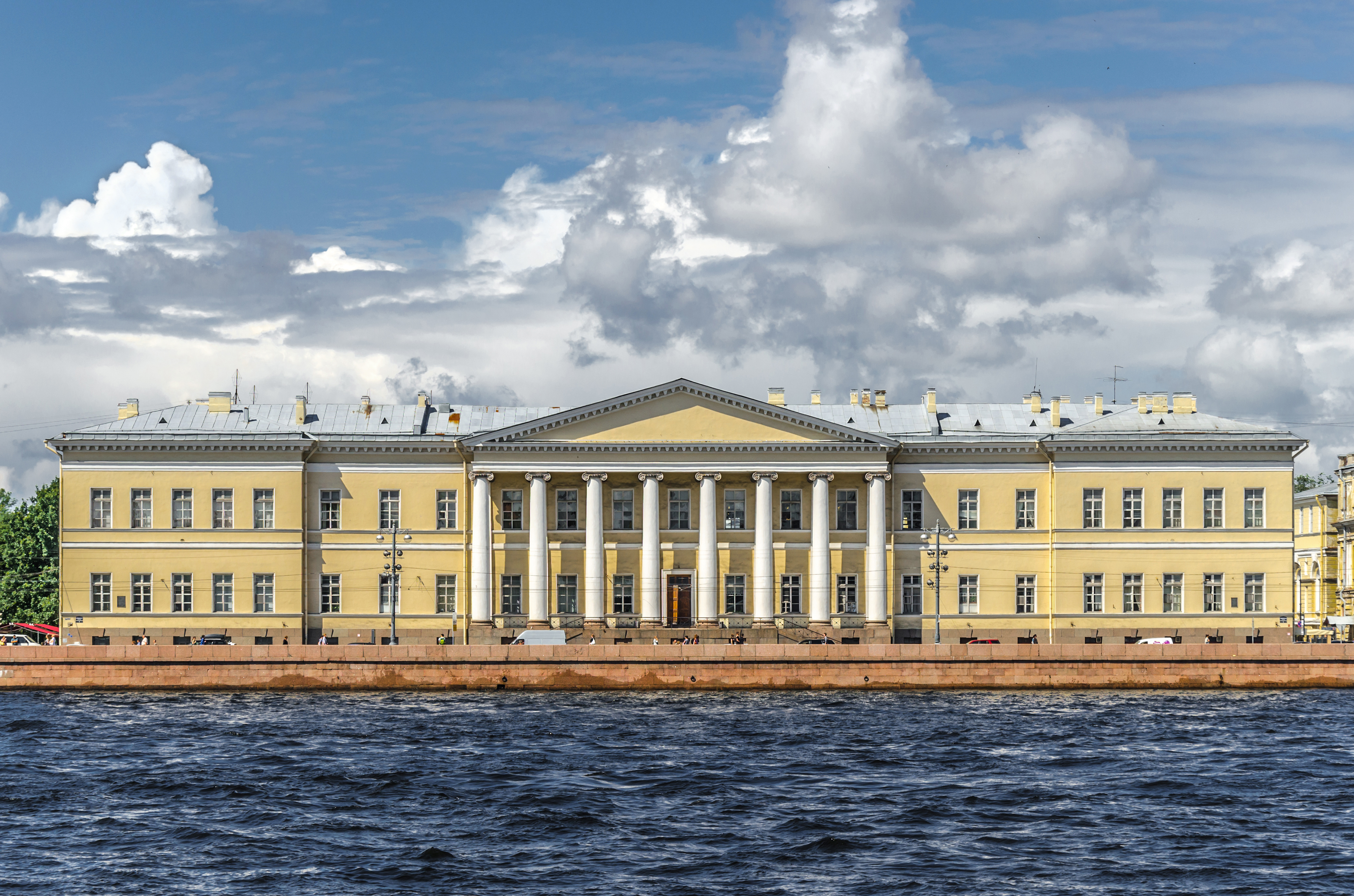
Будівля Петербурзької академії наук на Василівському острові (Університетська наб., буд. 5)

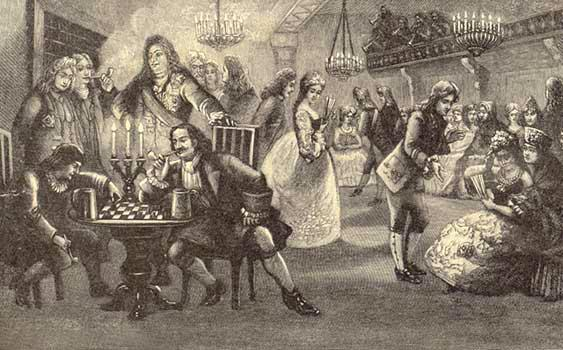
Асамблея за Петра I

Перший московський цар Петро I зробив цілий ряд реформ. Ним була проведена реформа державного управління, осучаснення армії, створений військовий флот, здійснена реформа церковного управління, спрямована на знищення автономної від держави церковної юрисдикції та підпорядкування московської церковної ієрархії імператору. Також здійснена фінансова реформа, робилися заходи з розвитку промисловості та торгівлі. У 1703 заснований Санкт-Петербург, який у 1712 став столицею держави замість Москви.
Після повернення з Великого посольства Петро I повів боротьбу із зовнішніми проявами «застарілого» способу життя (найбільш відома заборона на бороди), але не менше увагу приділяв залученню дворянства до освіти та світської європеїзованої культури. Стали з'являтися світські навчальні заклади, заснована перша московська газета, з'являються переклади багатьох книг на російську мову.
Петро ясно усвідомлював необхідність освіти і зробив з цією метою ряд рішучих заходів. 14 січня 1700 у Москві відкрита школа математичних та навігаційних наук. У 1701—1721 відкриті артилерійська, інженерна та медична школи в Москві, інженерна школа та морська академія в Петербурзі, гірські школи при Олонецьких та Уральських заводах. У 1705 відкрита перша в Московському царстві гімназія. Цілям масової освіти повинні були служити створені указом 1714 року числові школи у провінційних містах, покликані «дітей всякого чину вчити грамоти, цифр та геометрії». Передбачалося створити по дві такі школи в кожній губернії, де навчання повинно було бути безкоштовним. Для солдатських дітей були відкриті гарнізонні школи, для підготовки священиків створена мережа духовних шкіл у 1721. Указами Петра було введено обов'язкове навчання дворян та духовенства, але аналогічна міра для міського населення зустріла шалений опір, а тому була скасована. Спроба Петра створити початкову школу для кожного зі станів суспільства не вдалася (створення мережі шкіл після його смерті припинилося, більшість арифметичних шкіл за його наступників були перепрофільовані у станові школи для підготовки духовенства), проте тим не менше у період його правління були закладені основи для розвитку освіти в Московському царстві.
Петром були створені нові друкарні, в яких за 1700—1725 надруковано 1 312 найменувань книг (у два рази більше, ніж за всю попередню історію московського книгодрукування). Завдяки підйому друкарства споживання паперу виросло з 4-8 тисяч аркушів наприкінці XVII століття до 50 тисяч у 1719.
Відбулися зміни в російській мові, до якої увійшли 4 500 нових слів, запозичених з європейських мов.
Особливе значення мало будівництво кам'яного Петербурга, в якому брали участь іноземні архітектори та яке здійснювалося за розробленим імператором планом. Їм створювалася нове міське середовище з незнайомими раніше формами побуту та проведення часу (театр, маскаради). Змінилося внутрішнє оздоблення будинків, уклад життя, склад харчування та ін. Участь у будівництві нової московитської столиці примусово взяли участь десятки тисяч українських козаків і селян, посланих на будівництво фортець, каналів тощо, які загинули від непосильної праці, хвороб і голоду. 104 версти Ладозького каналу були густо встелені трупами кільканадцяти тисяч українських козаків.
Спеціальним указом царя у 1718 запроваджені асамблеї, які представляли нову для Московського царства форму спілкування між людьми. На асамблеях дворяни танцювали і вільно спілкувалися, на відміну від колишніх застіль та бенкетів. Реформи, проведені Петром I, торкнулися не лише політики та економіки, але також і мистецтва. Петро запрошував іноземних митців до Московії та одночасно посилав талановитих молодих людей навчатися «художества» за кордоном.
30 грудня 1701 (10 січня 1702) Петро видав указ, яким пропонувалося писати в чолобитних та інших документах повні імена замість зневажливих напівімен (Івашка, Сєнька тощо), не падати на коліна перед царем, взимку на морозі шапку перед будинком, в якому знаходиться цар, не знімати. Він так пояснював необхідність цих нововведень: «Менше ницості, більше старанності до служби і вірності до мене та держави — сія то почесть властива царю …»
Петро намагався змінити становище жінки в московитському суспільстві. Він спеціальними указами (1700, 1702 і 1724) заборонив насильницьке видання заміж і одруження. Пропонувалося, щоб між заручинами та вінчанням був не менш ніж шеститижневий період, «щоб наречений та наречена могли розпізнати один одного». Якщо ж за цей час, говорилося в указі, «наречений нареченої не захоче взяти, або наречена не захоче йти за нареченого заміж», як би на тому не наполягали батьки, «у тому бути свободи». З 1702 самій нареченій (а не тільки її родичам) було надано формальне право розірвати заручини. Законодавчі приписи 1696—1704 про публічні святкування вводили обов'язковість участі в урочистостях та святах всіх московитів, у тому числі «жіночої статі».
Щодо України він послідовно проводив централізаторську політику обмеження політичної автономії Лівобережної та Слобідської України, зменшуючи козацькі вольності. Зокрема, після смерті Івана Скоропадського козакам було заборонено обирати нового гетьмана, а наказний гетьман Павло Полуботок був усунутий.
Загалом реформи Петра були спрямовані на зміцнення держави та залучення еліти до європейської культури з одночасним посиленням абсолютизму. У ході реформ було подолано технічно-економічне відставання Московського царства від ряду інших європейських держав, завойований вихід до Балтійського моря, проведені перетворення в багатьох сферах життя московитсього суспільства. Поступово в осередку дворянства складалася система цінностей, світосприйняття, естетичних уявлень, яка докорінно відрізнялася від цінностей та світогляду більшості представників інших станів. У той ж час народні сили були вкрай виснажені, були створені передумови (Указ про престолонаслідування) для кризи верховної влади, які призвели в результаті до «епохи палацових переворотів».
Перетворення епохи Петра I призвели до посилення Московського царства, створення осучасненої армії європейського зразка, розвитку промисловості та поширенню освіти серед вищих класів населення. Боярство втратило самостійну роль в управлінні державою та почало зрівнюватисяза становищем зі служивим дворянством.

### Зовнішня політика Петра І

#### Азовські походи

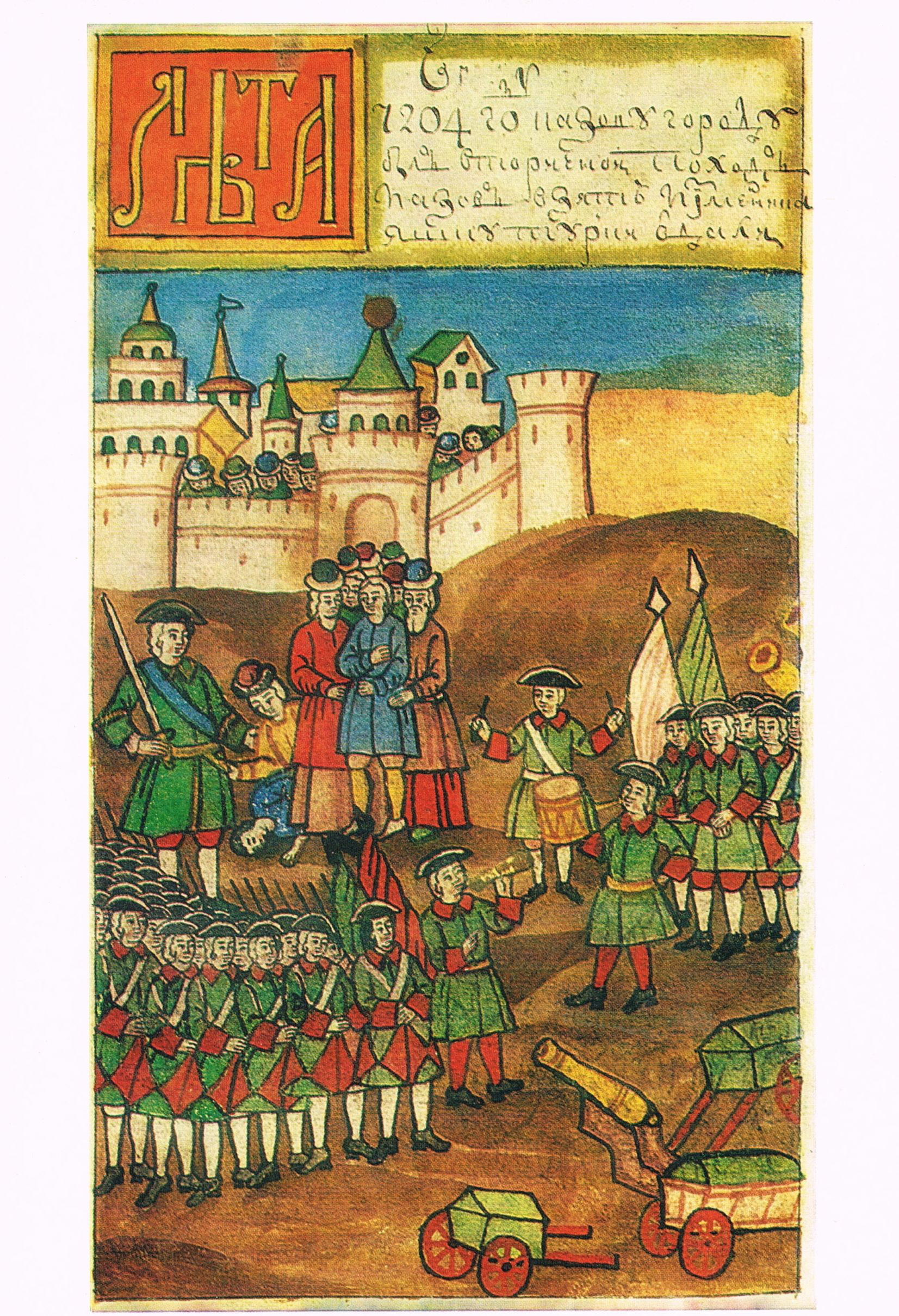
Взяття Азовської фортеці. Мініатюра з рукопису І пол. XVIII ст. «Історія Петра I» П. Крекшина.

Пріоритетом діяльності Петра I в перші роки єдиновладдя було продовження війни з Османською імперією та Кримським ханством. Петро I вирішив замість походів на Кримське ханство, які невдало проводилися в роки правління царівни Софії, завдати удару по османській фортеці Азов, розташованій при гирлі річки Дон.
Перший Азовський похід, розпочатий навесні 1695, закінчився невдало у вересні того ж року через відсутність флоту та неготовність московитської армії діяти на далекій відстані від власних баз постачання. Проте, вже восени 1695 почалася підготовка до нового походу. У Воронежі розгорнулося будівництво гребної московської флотилії. За короткий час була побудована флотилія з різних судів на чолі з 36-гарматним кораблем «Апостол Петро». У травні 1696 сорокатисячна московська армія під командуванням генералісимуса Олексія Шеїна знову взяла в облогу Азов, тільки цього разу московська флотилія блокувала фортецю з моря. Петро I брав участь в облозі у званні капітана на галері. Не чекаючи штурму, 19 липня 1696 гарнізон фортеці здався. Це був перший вихід Московського царства до південних морів.
Результатом Азовських походів стало захоплення фортеці Азов, початок будівництва порту Таганрог, можливість нападу на півострів Крим з моря, що значно убезпечило південні кордони Московського царства. Однак отримати вихід до Чорного моря через Керченську протоку Петру не вдалося: вона залишилася під контролем Османської імперії. Сил для війни з Османською імперією, як і повноцінного морського флоту, у Московського царства поки не було.
Для фінансування будівництва флоту вводяться нові види податей: землевласники були об'єднані в так звані кумпанства по 10 тис. дворів, кожне з яких на свої гроші повинно було побудувати корабель. У цей час проявляються перші ознаки невдоволення діяльністю Петра. Була розкрита змова Циклера, який намагався організувати стрілецьке повстання. Влітку 1699 перший великий московський корабель «Фортеця» (46-гарматний) відвіз московського посла в Константинополь для переговорів про мир. Саме існування такого корабля схилило султана до укладення миру в липні 1700, який залишив за Московським царством фортецю Азов.
При будівництві флоту та реорганізації армії Петро був змушений спиратися на іноземних фахівців. Завершивши Азовські походи, він вирішує відправити на навчання за кордон молодих дворян, а незабаром і сам відправляється в першу подорож по Європі.

#### Велика Північна війна

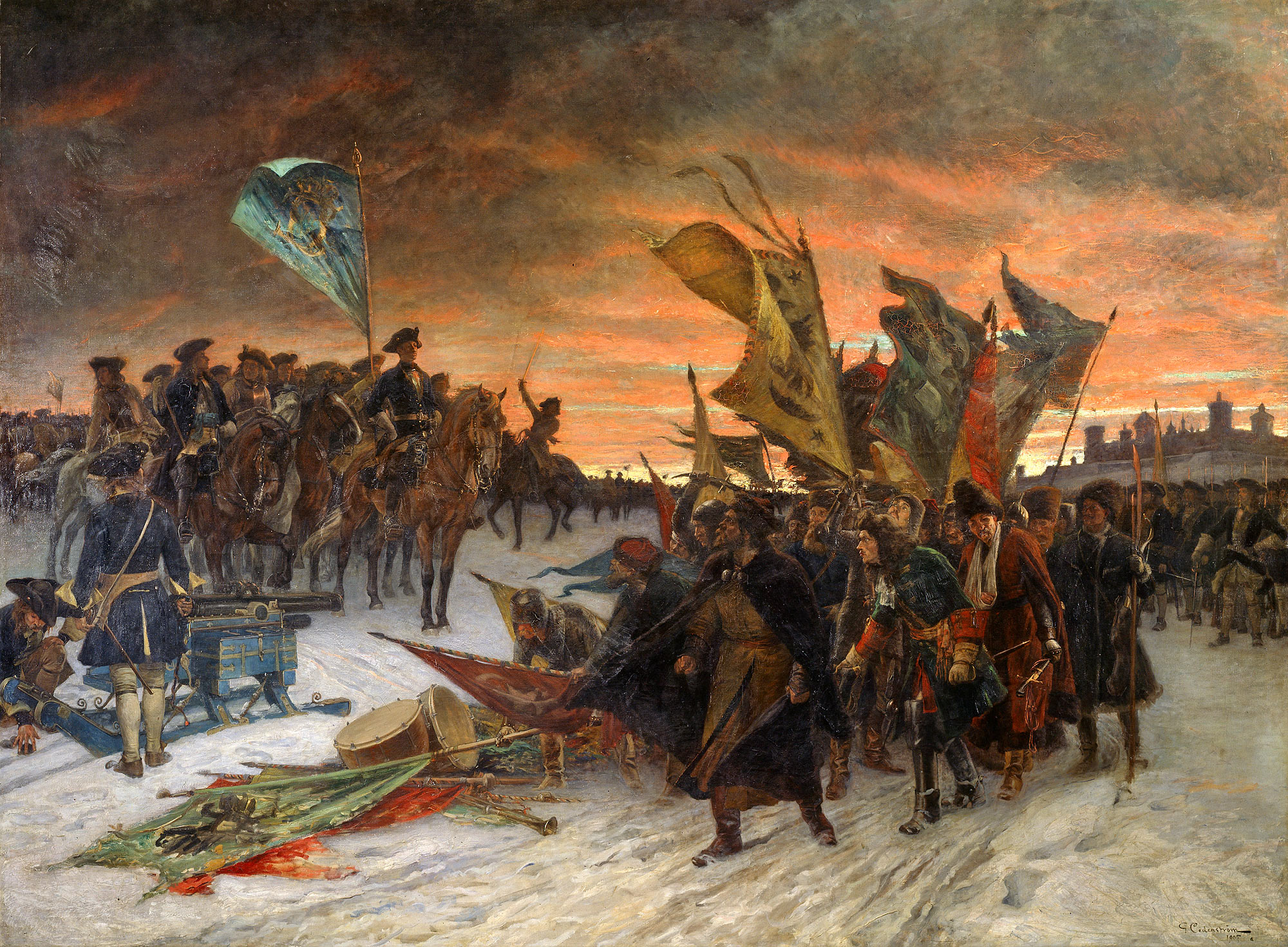
«Перемога шведів у битві при Нарві, 1700». Густав Седерстрем, 1910

Після повернення Петра з Великого посольства цар почав готуватися до війни зі Шведською імперією за вихід до Балтійського моря. У 1699 році був створений Північний союз проти шведського короля Карла XII, в який крім Московського царства увійшли Данія-Норвегія, Саксонія і Річ Посполита на чолі з саксонським курфюрстом та польським королем Августом II. Рушійною силою союзу було прагнення Августа II відібрати у Шведської імперії Ліфляндію, за допомогу у боротьбі з якою він обіцяв Московському царству повернення земель, що належали їй раніше (Інгерманландії і Карелії).
Для вступу у війну Московського царства необхідно було укласти мир з Османською імперією. Після досягнення перемир'я з османським султаном строком на 30 років Московське царство 19 серпня 1700 оголосило Шведській імперії війну під приводом помсти за образу, завдану царю Петру в Ризі.
План Карла XII полягав у тому, щоб поодинці розбити противників за допомогою англо-голландського флоту. Незабаром після бомбардування Копенгагена Данія-Норвегія 8 серпня 1700 року вийшла з війни, ще до вступу в неї Московського царства. Невдало закінчилися спроби Августа II захопити Ригу.
Поразкою московської армії закінчилася спроба захопити фортецю Нарву. 30 листопада (за нов. ст.) 1700 року Карл XII з 8500 солдатами атакував табір московських військ та повністю розгромив 35-тисячну московську армію. Сам Петро I виїхав від військ в Новгород за 2 дні до цього.
Порахувавши, що Московське царство досить ослаблене, Карл XII відправився у Лівонію, щоб спрямувати всі свої військові сили проти основного, як йому здавалося, супротивника — Августа II.
Однак Петро, нашвидку реорганізувавши армію за європейським зразком, відновив бойові дії. 11 (22) жовтня 1702 року Московське царство захопило фортецю Нотебург (перейменована в Шліссельбург), а навесні 1703 року — фортецю Нієншанц в гирлі Неви. Тут 16 травня 1703 року почалося будівництво Санкт-Петербурга, а на острові Котлін розмістилася база московського флоту — фортеця Кроншлот (згодом Кронштадт). У 1704 році були взяті Нарва, Дерпт, Московське царство міцно закріпилося у Східній Прибалтиці. На пропозицію укласти мир Петро I отримав відмову.
Після скинення Августа II у 1706 році та заміни його новим польським королем Станіславом Лещинським, Карл XII почав фатальний для нього похід на Московське царство. Захопивши Мінськ та Могильов, король не наважився наступати на Смоленськ. Заручившись підтримкою українського гетьмана Івана Мазепи, Карл послав війська на південь з продовольчих міркувань та з наміром посилити армію прихильниками І. Мазепи. 28 вересня 1708 року поблизу села Лісна шведський корпус Левенгаупта, що йшов на з'єднання з армією Карла XII з Ліфляндії, був розбитий московською армією під командуванням О. Д. Меншикова. Шведська армія позбулася підкріплення та обозу з військовими припасами. Пізніше Петро I відзначав річницю цієї битви як поворотний момент в Північній війні.

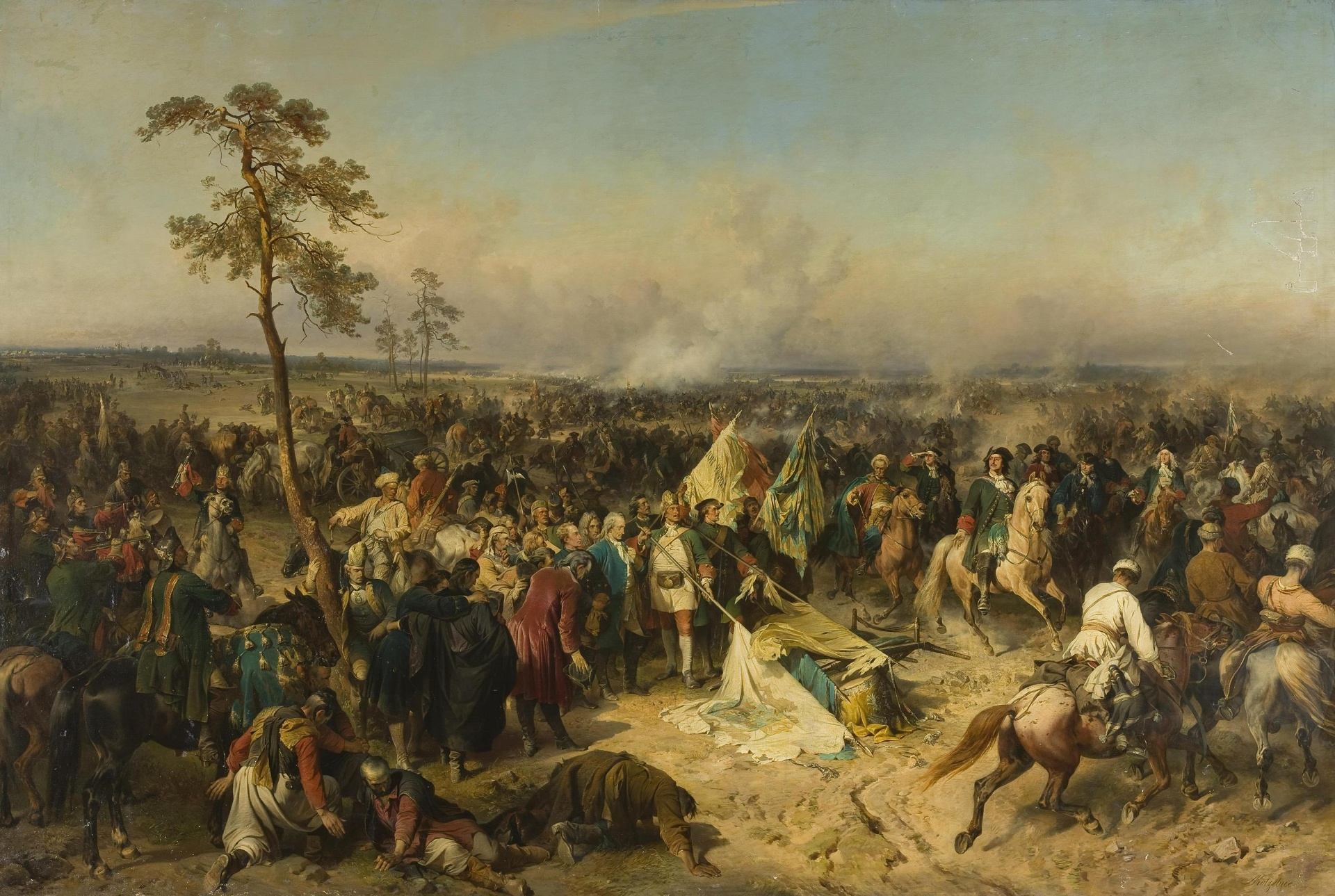
«Полтавська битва», А. Е. Коцебу

У Полтавській битві 27 червня 1709 армія Карла XII зазнала вирішальної поразки, шведський король з малим гарнізоном солдатів втік до Османської імперії.
У 1710 у війну втрутилася Османська імперія. Після поразки у Прутському поході 1711 Московське царство повернуло їй Азов та зруйнувала Таганрог, проте за рахунок цього вдалося укласти чергове перемир'я з османами.
Завдяки пануванню Шведської імперії на морі Північна війна затягнулася до 1721. Найвідомішими морськими сутичками стали битви при мисі Гангут 27 червня 1714 і при острові Гренгам в липні 1720, в яких московський флот здобув перемогу.
30 серпня 1721 між Московським царством та Шведською імперією укладений Ніштадтський мир, за яким Росія отримувала вихід у Балтійське море, приєднала територію Інгрії, частину Карелії, Естляндію та Ліфляндію. В результаті Московське царство перетворилося у велику європейську державу, а Петро I прийняв від Сенату титули «Великий» та «Батько Вітчизни», його проголосили імператором, а Московію — Всеросійською імперією.

#### Російсько-турецька війна 1710—1713

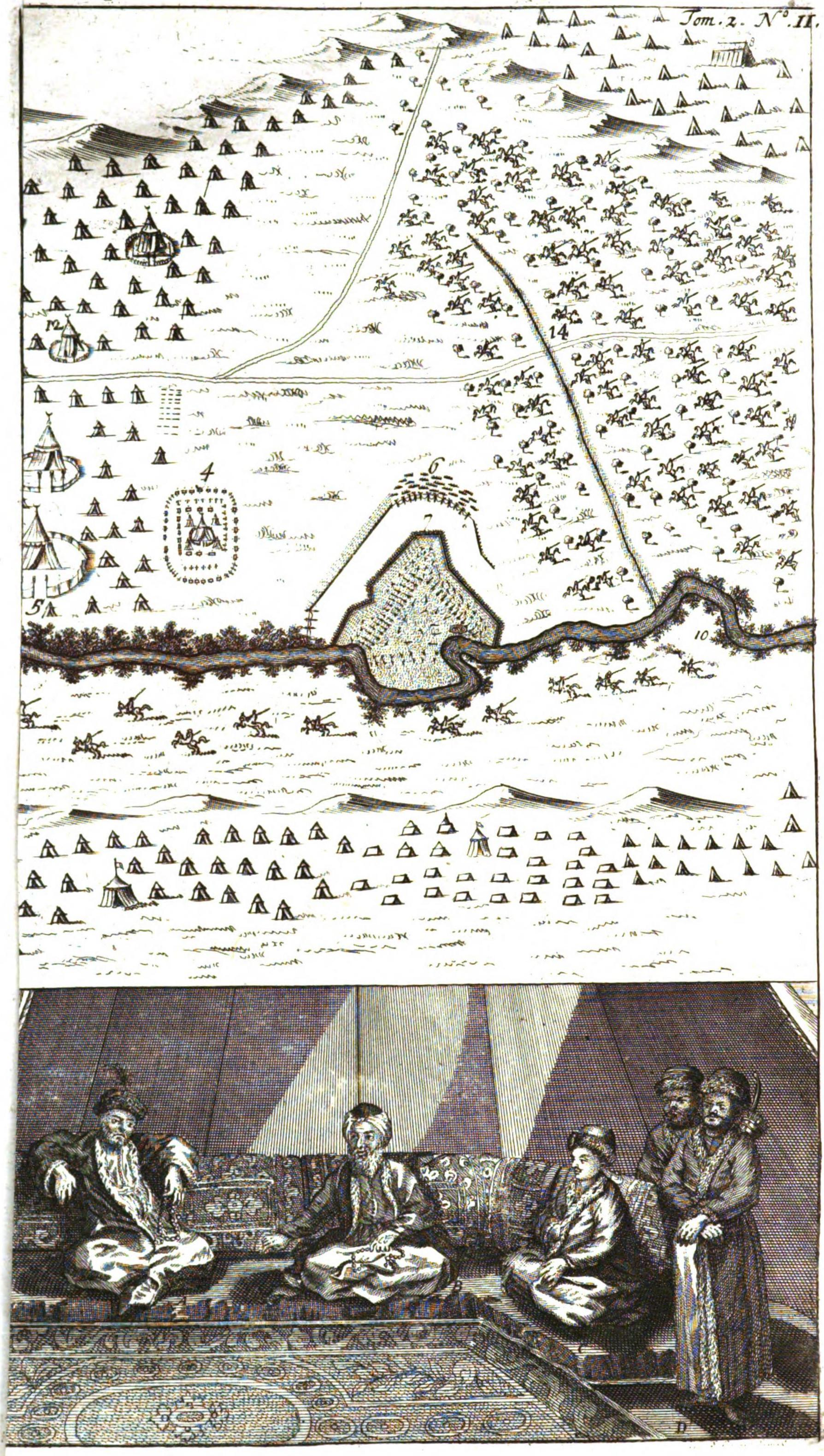
Битва на Пруті, ілюстрація Вільяма Хогарта (1697—1764)

Після поразки у Полтавській битві шведський король Карл XII сховався у володіннях Османської імперії, а саме місті Бендери. Петро I уклав договір з Османською імперією про видворення Карла XII з османської території, проте потім шведському королю дозволили залишитися та створювати загрозу південним кордонам Московського царства за допомогою частини українського козацтва та кримських татар. Домагаючись висилки Карла XII, Петро I став погрожувати війною Османській імперії, проте у відповідь 20 листопада 1710 року султан сам оголосив війну Московському царству. Дійсною причиною війни з'було захоплення московськими військами Азова у 1696 році та поява московського флоту в Азовському морі.
Війна з боку Османської імперії обмежилася зимовим набігом кримських татар, васалів Османської імперії, на Україну. Московське царство повело війну на 3 фронти: війська здійснили походи проти татар на Кримське ханство і на Кубань, сам Петро I, спираючись на допомогу правителів Волоського та Молдавського князівств, вирішив здійснити глибокий похід до Дунаю, де сподівався підняти на боротьбу з османами християнських васалів Османської імперії.
6 (17) березня 1711 Петро I виїхав до військ з Москви з подругою Катериною Олексіївною, яку повелів вважати своєю дружиною та царицею (ще до офіційного вінчання, яке відбулося у 1712). Московська армія перейшла кордон Молдовського князівства у червні 1711, але вже 20 липня 1711 190 тисяч османів та кримських татар притиснули 38-тисячну московитську армію до правого берега річки Прут, повністю оточивши її. У таборі плакало і вило безліч офіцерських дружин, сам Петро I часом приходив у відчай, «бігав взад і вперед по табору, бив себе в груди і не міг вимовити ні слова ». Тільки підкуп турецького візира дозволив Петру вийти з оточення і укласти договір на набагато більш вигідних умовах, ніж могло бути.
З серпня 1711 року бойових дій не велося, хоча в процесі узгодження остаточного договору Османська імперія кілька разів погрожувала відновити війну. Лише в червні 1713 укладений Адріанопольський мирний договір, який в цілому підтвердив умови Прутської угоди. Московське царство отримало можливість продовжувати Північну війну без другого фронту, хоча і втратила завоювання Азовських походів.
Під час московитсько-турецьких переговорів 1713 року знову виникло питання про виплату щорічної данини в Крим в розмірі 18000 рублів. Московським дипломатам коштувало великої праці перенести його обговорення «на інший час».

### Цікаві факти
У 1702 цар Петро I видав указ, згідно з яким засновувалась перша друкована газета в Московському царстві, що отримала повну назву «Відомості про військові і інші справи, які гідні знання і пам'яті, що трапилися в Московській державі і в інших навколишніх країнах», мала коротку назву «Відомості». Перший номер цієї газети вийшов в 1703..